# Aline Lahoud
Aline Lahoud (2 de Março de 1986) em árabe: الين  لحود) é uma cantora libanesa, e filha da cantora Salwa Al Katrib e do produtor Nahi Lahoud. Ela foi a escolhida para representar o Líbano na Eurovisão 2005 com a canção "Quand tout s'enfuit".